# Flipsyde
Flipsyde ist eine amerikanische Alternative-Hip-Hop-Gruppe aus Oakland, Kalifornien. Nachdem sie 2005 als eine der Newcomerformationen des Jahres gehandelt worden war, ging der Erfolg in den nächsten Jahren merklich zurück. Sie verkaufte bisher über eine Million Tonträger.

## Geschichte

### Musikalische Anfänge
Die Band Flipsyde bildete sich 2003 nach einem Treffen der drei Musiker Jinho „Piper“ Ferreira, Steve Knight und Dave Lopez in den Oakland Rehearsal Studios. Steve Knight und Piper hatten zu zweit schon davor eine Art Combo gebildet. Piper gab von Anfang an den MC und hatte bereits einige Bühnenerfahrung in und um Oakland gesammelt. Thematisch entschied er sich dabei vor allem für politische Inhalte in seinen Texten, was den Unterschied zu anderen zu diesem Zeitpunkt angesagten Hip-Hop-Künstlern ausmachte.
Steve Knight ist für den Gesang zuständig, rappt aber des Öfteren auch. Zusätzlich spielt er bei einigen Songs die akustische Gitarre.
Dave Lopez ist der eigentliche Gitarrist der Band und verantwortlich für die Soli. Er spielt die musikalische Hauptrolle bei Flipsyde. Daves Wurzeln liegen in Chile, wo er in seiner Jugend sehr von den südamerikanischen Klängen und Rhythmen geprägt wurde. Ihre ersten Aufnahmen von den Songs Someday und Flipsyde schickten sie an den Produzenten Michael Urbano, mit dem sie später dann auch lange Zeit zusammenarbeiteten und der auch der Koproduzent ihres Debütalbums wurde. Beim Schreiben des Songs Flipsyde entstand auch der Bandname: Knight hatte die Textstelle “He’ll see me on the flipside” aus Off He Goes von seiner Lieblingsband Pearl Jam im Kopf, baute den Satz in den Song ein und der Name wurde dann für die ganze Band übernommen. Nach kurzer Zeit wurde auch DJ D-Sharp in die Band aufgenommen.
2005 wurde der Interscope-Chef Jimmy Iovine durch die Plattenfirma Cherrytree Records auf die Band aufmerksam. Er erkannte das Talent und musikalische Potential der drei Musiker. So kam die Verbindung und der Vertrag mit Interscope zustande.

### 2005–2007:We the People
Anfang 2005 gingen Flipsyde mit der Westcoast-Raplegende Snoop Dogg und mit den Black Eyed Peas auf Tour. Sie spielten auch einige Male im Vorprogramm von The Game auf dessen internationaler Tournee.
Am 1. August 2005 erschien die erste Single Someday aus ihrem Debütalbum We the People, das am 28. August veröffentlicht wurde und von der Washington Post zum Hip-Hop-Album des Jahres gekürt wurde. We the People stieg im August 2005 ins gesicherte Mittelfeld der deutschen Charts ein und ließ Iovines Marketingplan zumindest zum Teil aufgehen. In den USA waren sie kommerziell weniger erfolgreich, da sich nur wenige Radiostationen entschlossen, Flipsydes eher ungewöhnlichen Stilmix zu spielen, mit dem keine spezielle Genre-Zielgruppe angesprochen wurde. Someday war der offizielle Song zu den Olympischen Winterspielen, die vom 10. bis zum 26. Februar 2006 in Turin stattfanden. Für die neue Funktion des Songs wurde extra ein den Spielen angepasstes Video gedreht.
Am 3. Februar 2006 meldeten sich Flipsyde mit der zweiten Single Happy Birthday aus einer Neuauflage ihres Albums We the People zurück. In Absprache mit t.A.T.u. borgte man sich nicht nur die Melodie, die aus ihrem Song Gomenasai aus ihrem Album Dangerous and Moving stammt, sondern verwendete auch gleich den von Julija und Jelena eingesungenen Refrain. Dieser wurde dann bei der Aufnahme von Julija gesungen. Bei Liveauftritten sangen dann aber beide t.A.T.u.-Sängerinnen.
Die nächste Singleauskoppelung war Trumpets, welche in einer gesonderten Single-Version – Trumpets (Never Be the Same Again) – am 7. Juli 2006 erschien. In Japan und Indien veröffentlichten Flipsyde zusätzlich noch zwei Bonustracks.
Das Mixtape The Pen and the Sword wurde von DJ D-Sharp aus verschiedenen unveröffentlichten Liedern zusammengemischt. Unter anderem sind auch Soloprojekte aller Mitglieder dabei. Das Mixtape ist jedoch nicht mehr im Handel erhältlich.
Am 24. November 2006 erschien die vierte Single Angel im Handel.

### 2008–2010: Neue Bandkonstellation –State of Survival
Am 1. August 2008 stieß Chantelle Paige als Frontsängerin dazu. Da sie denselben Manager hatte, hatten sie und Flipsyde sich
schon mehrmals getroffen und nahmen schließlich einige Songs zusammen auf. Erst danach wurde Paige offiziell in die Band aufgenommen. Mit When It Was Good folgte 2009 die erste Single in neuer Bandkonstellation. Die Veröffentlichung in Deutschland war am 8. Mai 2009. Der Song konnte sich in der ersten Woche auf Platz 42 positionieren. In Schweden erreichte er sogar die Top 10.
Der Song Champion wurde als Teil des AT&T Team USA Soundtrack eines der Titellieder der US-amerikanischen Teilnehmer bei den Olympischen Spielen in Peking.
Am 17. September erschien dann ihre zweite LP State of Survival, deren erste Songs sie nach eigener Aussage im Tourbus von Akon geschrieben haben.
Im folgenden Jahr verließ Paige die Band wieder. Im Nachhinein erklärte Flipsyde, dass die Idee als Leadsängerin nicht ihre eigene, sondern eine rein geschäftliche Entscheidung gewesen sei: Sie sei nie ein richtiger Teil von ihnen gewesen. Mittlerweile bieten sie das zweite Studioalbum nicht einmal mehr auf ihrer Bandpage an.
Zudem hatte Flipsyde in dem Musikvideo des Welthits Just Dance von Lady GaGa einen Cameo-Auftritt, als sie bei 2:29 gemeinsam auf einer Couch sitzen.

### 2011–2012: Musikalisches Comeback

#### The Phoenix
Nachdem die Band sich eine Auszeit genommen hatte, plante sie im Jahr 2011 ihr Comeback mit einem neuen Album. Vom Stil sollte es sich an We The People, ihrem Erstlingswerk, orientieren. Sänger Knight war 2010 nach Nashville gezogen und schrieb dort Songs für andere Musiker. Da sich jedoch Fangemeinden mit dem Wunsch nach neuer Musik bildeten, kehrte er zurück nach Oakland, um mit Lopez und Piper an einem neuen Album zu arbeiten.
Im Mai 2011 veröffentlichten sie die Vorabsingle Act Like a Cop Did It mit der B-Seite Livin’ It Up, einer Mischung aus Rap, Metal und souligem Gitarrenpop. Zu den beiden Songs drehten sie auch Videos. Für den 26. Juli kündigten sie dann ihre neue EP The Phoenix an, auf der sich die beiden Singles sowie vier weitere Songs befinden. Da sie jedoch ihren Plattenvertrag mit Interscope aufgelöst hatten, veröffentlichten sie es labelunabhängig bei Flipsyde Music. Ohne Vertrag und Manager fehlte ihnen aber jegliche Promotion, weshalb die EP nur den nach dem Stilbruch von 2009 übrig gebliebenen Fans bekannt war. Der Name der EP stammte daher, dass sie nach der letzten Albumproduktion nicht mehr zusammengearbeitet hatten und nun wieder „wie ein Phönix aus der Asche“ auferstanden sind. Die Aufnahmen zu der EP fanden teilweise in Brasilien statt, wie sie später über Twitter bekanntgaben.
Am 25. August erschien das Video zu Laserbeam. In den Wochen zuvor hatte Flipsyde mit den persönlichen Bike- und Skateboardstunt-Videos ihrer Fans gearbeitet und dann mit ihrem eigenen Video zusammengeschnitten. Die Single feierte am 7. August bei dem US-amerikanischen Sender Live 105 Radiopremiere.
Am 13. November traten sie erstmals seit State of Survival wieder öffentlich auf und spielten die Songs von We the People live in Vallejo.

#### F.I.G.H.T.
Im Oktober 2011 starteten sie eine Mixtape-Reihe namens F.I.G.H.T., die ihre Evolution im Laufe der letzten Jahre widerspiegeln sollte: “We want our fans to know where we've been and what we’ve been through. It’s been a fight.” (deutsch: „Wir wollen, dass unsere Fans wissen, wo wir standen und was wir durchgemacht haben: Es war ein Kampf“), meint Rapper Piper. Der Titel setzt sich aus den Anfangsbuchstaben der einzelnen Mixtapes zusammen. Zeitlich lassen sich die Songs überwiegend zwischen We the People und State of Survival einordnen, aber auch neuere Songs wurden verwendet und bearbeitet. In einer Videobotschaft kündigte Dave Lopez an, dass am 20. Dezember Focus als erstes von fünf Mixtapes erscheinen wird. Bis zum April sollten die restlichen Mixtapes erscheinen, zuerst Ignite, dann Gift, Higher und Transform. Die Cover aller Mixtapes stellen ein abgewandeltes Yin und Yang mit den Buchstaben F und S dar – die Buchstaben repräsentieren den Namen Flipsyde – und den jeweiligen Mixtapes wird eine Farbe zugeordnet. Das erste Mixtape ist rot, das zweite orange, das folgende grün, das vierte blau und das letzte grau. Auf Focus befinden sich unveröffentlichte Titel wie March of Death, die in Zusammenarbeit mit anderen Künstlern wie Akon und DJ Quik entstanden waren. Das gesamte Mixtape wurde von ihrem ehemaligen Mitglied D-Sharp produziert. Für den Song Patricia verwendeten sie den Gitarrenteil von Freedom, einem Titel von The Phoenix, der von brasilianischen Klängen inspiriert ist. Auf Focus befindet sich außerdem mit Roll on & Ride der erste Song, den sie 2008 im Zuge von State of Survival mit Akon geschrieben hatten.
Am 24. Januar erschien das zweite Mixtape Ignite. Bereits einen Tag zuvor stellten sie den Song It’s Goin’ Down daraus vor, der auf dem gleichnamigen Titel von Yung Joc basiert. Den Song hatten sie mit Kardinal Offishall produziert. Die Aufnahmen der Songs auf Ignite fanden laut der Band in dem Studio von Timbaland und zusammen mit Akon während dessen Tour mit Gwen Stefani statt. Bei dem Lied Dear Lord hat außerdem Nicole Scherzinger einen Gastauftritt, die zum Zeitpunkt der Aufnahmen noch Frontfrau der Pussycat Dolls war. Wie auch schon auf Focus befinden sich neu bearbeitete Songs – oder deren Originalversion ohne Paige – von State of Survival auf dem Mixtape.
Mitte Februar stellten sie dann das dritte Mixtape Gift fertig. Das grüne Mixtape ist dem Bruder Pipers gewidmet, der 2008 Selbstmord beging, und enthält fünf Songs – vier davon bis dahin unveröffentlicht –, deren Namen sie einen Tag vor dem Erscheinen bekanntgaben. Am 28. Februar veröffentlichten sie das Mixtape schließlich. Steve Knight spielt darauf eine eher kleine Rolle, Piper übernimmt einen Großteil der Gesangs- und Rapteile.
Am 14. März stellten sie Undone vom letzten Mixtape vor und da sie ihre nächste EP möglichst früh veröffentlichen wollten, beschlossen sie die beiden letzten Mixtapes zu einem längeren zusammenzufassen. Am 4. Mai meldeten sie, dass die Produktion abgeschlossen sei und Transform nun bald erscheinen werde. Währenddessen verwarfen sie Überlegungen, im Sommer Konzerte in Europa zu geben. Nach einigen Verzögerungen erschien das graue und letzte Mixtape schließlich am 1. Juni.

### Seit 2012:Tower of Hollywoodund Soloprojekte
Schon kurz nach Veröffentlichung der EP The Phoenix widmeten sich Flipsyde der Produktion einer neuen EP. Ende Oktober äußerten sie sich zeitgleich mit der Verkündung von F.I.G.H.T., dass sie für den Frühling 2012 geplant sei.
Das Video zur ersten Single wurde Anfang April fertiggestellt. Eine Woche darauf erklärten sie außerdem, dass die Aufnahmen zur EP nun fertig seien und sie nur noch mit ihrem Produzenten Reto Peter, der auch schon bei The Phoenix mitgewirkt hatte, alles abklären müssten. Im Mai erklärten sie, dass es den Namen Tower of Hollywood tragen wird und voraussichtlich im Juli erscheinen wird. Am 16. Juni präsentierte Steve Knight auf Facebook das Cover, das von Benjamin Woods gestaltet wurde, und legte die Veröffentlichung der ersten Single One More Trip auf den 30. Juli fest. Am selben Tag erschien auch das Musikvideo, das Ausschnitte von alten Liveauftritten zeigt. Die sechs Songs umfassende EP, deren Titeltrack sie mit dem heimischen Musiker Sam Johnson geschrieben hatten, erschien am 11. September.
Es folgte eine Auszeit für Soloprojekte: Piper verfasste ein Theaterstück namens Cops and Robbers, das er als Ein-Mann-Stück spielt und am 8. September 2012 in Oakland Premiere feierte und auch in den kommenden beiden Jahren regelmäßig aufgeführt wurde. 2014 erhielt es infolge der Demonstrationen und Unruhen anlässlich des Todesfalls Michael Brown und der anschließenden Entscheidung der Grand Jury überregionale Aufmerksamkeit. Anfang 2013 begann Piper an einer musikalischen Umsetzung seines Stücks zu arbeiten, die er im August gemeinsam mit Dave Lopez und Arion Salazar, dem ehemaligen Bassisten der Rock-Band Third Eye Blind, als eine Cops and Robbers EP beenden konnte. Im November wurde das Mastering der EP abgeschlossen und ein Musikvideo zum Song Believe fertiggestellt. Steve Knight arbeitete mit der Sängerin Nina Grae zusammen, was 2014 in der Veröffentlichung einer EP mündete.

## Stil
Ein Großteil der Songtexte sind politisch, sozialkritisch oder persönlich geprägt. Behandelte Themen sind unter anderem die Bush-Ära, Kriege, der Gegensatz von Armut und Reichtum, Kriminalität und persönliche Erfahrungen wie Steve Knights Drogenvergangenheit. Damit zählt die Band zu den Vertretern des Conscious Rap.
Auf dem ersten Album We the People spielt der MC Piper eine weitaus größere Rolle als auf dem Nachfolger und rappt sogar einen ganzen Track alleine, ohne Gitarrenspiel von Lopez oder Steve Knights Gesang. Er benutzt dort, wie häufig, unreine mehrsilbige Doppelreime.
Der Song Happy Birthday ist, wie der Titel möglicherweise erscheinen lassen könnte, kein gewöhnlicher Geburtstagssong. Der Track wurde aus der Sicht von Piper für sein ungeborenes Kind geschrieben, welches abgetrieben wurde und somit keinen tatsächlichen Geburtstag erleben konnte. Eine skurrile, aber dennoch traurige und vor allem sehr ergreifende Stimmung, die sich durch das gesamte Lied zieht, unterstützt durch eine besinnliche Klavier-Melodie.
Der Track Someday handelt von der Bewältigung von emotionalem Unglück, die vierte Single Angel erzählt von der Liebe einer Mutter zu ihrem Sohn, der auf der Straße lebt und der seinen Willen zu Überleben nur behält, weil er weiß, dass sie an ihn glaubt.
In dem Song US History setzt sich Piper kritisch mit der Geschichte der Vereinigten Staaten seit der Gründung auseinander, wobei er den Fokus auf die unzähligen Kriege legt, in denen die USA involviert war: “Built an empire quick and it might not last / But I bet I go down in history as the one that smashed / I’m America.” (deutsch: „Habe schnell ein Reich aufgebaut und es wird vielleicht nicht fortdauern / Aber ich wette, ich gehe in die Geschichte ein als derjenige, der es zerschlug / Ich bin Amerika.“)
Auf ihrem Debütalbum kritisieren sie außerdem mehrmals den damaligen US-Präsidenten George W. Bush, so zum Beispiel im Song Train, in dem Piper sich eine andere, friedlichere und freiheitlichere Regierung wünscht, “I had a dream that everything wasn’t the way it seemed / Martin was the President and Malcolm the VP / Bush wore a rubber and W was never born” (deutsch: „Ich hatte einen Traum, dass alles anders war, als es schien / Martin Luther King war der Präsident und Malcolm X der Vizepräsident / Bush trug ein Kondom und George W. Bush wurde nie geboren“).
Auch in späteren Songs, insbesondere auf Gift, setzen sie sich mit Regierungen und dem politischen Umgang mit Krisensituationen auseinander.
Bei State of Survival schlugen Flipsyde durch die neue Leadsängerin und die Zusammenarbeit mit Akon eine poppigere Richtung als beim Debütalbum ein, was vielen alten Fans missfiel. Laut eigener Aussage waren auf dem ersten Album mehr ihre Aggression und ihr Kampfeswille zu hören, während das zweite mehr von Gefühl und Spaß geprägt ist. Dave Lopez selbst bezeichnete das Album später als „lame and commercial“ („schwach und kommerziell“).
Nachdem sich bei dem zweiten Album sowohl der Stil als auch die Texte verändert hatten, setzten Flipsyde bei The Phoenix ihre sozialkritischen Texte fort. Der Song Freedom erzählt von dem politischen Wandel in den arabischen Ländern und wie schön es ist, endlich die Freiheit zu erlangen. Über Laserbeam sagte Flipsyde selbst, dass er dazu aufrufen soll an seine inneren Stärken zu glauben. In My People drückt Piper seine Wut über die gierige Gesellschaft aus.
Den Text zu der Single Act Like a Cop did it schrieb Rapper Piper, der von Beruf selber Polizist ist. Er bezieht sich bei dem Text, der davon handelt, sich der Gewalt und Brutalität in der Gesellschaft bewusst zu werden, besonders auf die Unruhen und hohe Kriminalität in ihrer Heimatstadt Oakland. Der Titel soll laut Gitarrist Lopez ausdrücken, dass es Zeit sei, die Dinge selber in die Hand zu nehmen.
Viele Texte der EP beziehen sich auch auf die Auszeit und die Rückbesinnung zu ihren musikalischen Wurzeln.
Insgesamt steuerten Flipsyde mit der EP wieder auf ihre Alternative-Hip-Hop-Wurzeln zu; der Klang auf The Phoenix wird wieder überwiegend von akustischen Gitarren geprägt, elektronische Elemente werden eher selten benutzt.
Mit der Mixtape-Reihe F.I.G.H.T. kombinierten sie ihre alten Klänge und den zwischenzeitliche Popeinfluss.
Auf Focus bewegten sie zwar mit Pocket Full of Money mehr in Richtung Reggae und R&B, blieben insgesamt aber bei der Mischung aus Rock und Hip-Hop. Textlich orientierten sie sich zwischen sozialen und persönlichen Inhalten. Patricia erzählt von dem schweren Leben einer Prostituierten in Brasilien. In March of Death kritisieren sie die Labelpolitik und erklären wie wichtig es ist, eigene Musik zu machen, auf die man stolz ist: 

“March of Death was us saying fuck you to the label.”

Der Song It’s going down handelt von Steve Knight selber, der sich von seiner Heroinabhängigkeit lösen konnte. Besonders das Mixtape Gift spricht private Themen an, wie den Tod von Pipers Bruder und Auseinandersetzungen in ihrer Heimatstadt Oakland.
Auf Tower of Hollywood gehen sie auch auf religiöse Werte ein, wie zum Beispiel im Song Oh God, dessen Strophen aus der Sicht Gottes geschrieben sind. Hier kritisieren sie das religiöse Bild Gottes und die Haltung einiger Gläubiger und weisen auf Widersprüche hin. In One More Trip sprechen sie sich für die Gleichheit aller Religionen und sogar des Atheismus aus: “The Buddhist man told me ‘go experience life’ / and the Muslim said the opposite, well both of ’em right / and the Christian told me that ‘I need to learn to believe’ / the Atheist said the same, ‘just believe in me’”.
Der Soundtrack zu Pipers Monodram Cops and Robbers enthält wie das Theaterstück viel Kritik an Politik und Gesellschaft. Das Stück spielt in Oakland und setzt sich mit der Beziehung von Gesetzesvollzug, den Medien und der Oaklander Gemeinde auseinander. Dass Piper auf seiner Solo-EP Cops and Robbers mit Dave Lopez und dem Bassisten Arion Salazar zusammenarbeitete, ist musikalisch vor allem an E-Gitarrensolos und auffälligen Basslinien im Beat erkennbar.

## Diskografie

### Studioalben
| Jahr | Titel Musiklabel                                    | Höchstplatzierung, Gesamtwochen, AuszeichnungChartsChartplatzierungen (Jahr, Titel, Musiklabel, Platzierungen, Wochen, Auszeichnungen, Anmerkungen) | Anmerkungen                                           |
| Jahr | Titel Musiklabel                                    | DE | Anmerkungen                                           |
| ---- | --------------------------------------------------- | --- | ----------------------------------------------------- |
| 2005 | We the People Interscope, Universal                 | DE56 (3 Wo.)DE | Erstveröffentlichung: 12. Juli 2005 Verkäufe: 250.000 |
| 2009 | State of Survival Cherrytree, Interscope, Universal | — | Erstveröffentlichung: 17. September 2009              |

### Mixtapes
- 2005: The Pen and The Sword
- 2011: F.I.G.H.T.

### EPs
- 2005: Happy Birthday
- 2011: The Phoenix
- 2012: Tower of Hollywood

### Singles
| Jahr | Titel Album                                      | Höchstplatzierung, Gesamtwochen, AuszeichnungChartplatzierungen (Jahr, Titel, Album, Platzierungen, Wochen, Auszeichnungen, Anmerkungen) | Höchstplatzierung, Gesamtwochen, AuszeichnungChartplatzierungen (Jahr, Titel, Album, Platzierungen, Wochen, Auszeichnungen, Anmerkungen) | Höchstplatzierung, Gesamtwochen, AuszeichnungChartplatzierungen (Jahr, Titel, Album, Platzierungen, Wochen, Auszeichnungen, Anmerkungen) | Anmerkungen                                                                       |
| Jahr | Titel Album                                      | DE | AT | CH | Anmerkungen                                                                       |
| ---- | ------------------------------------------------ | --- | --- | --- | --------------------------------------------------------------------------------- |
| 2005 | Someday We the People                            | DE49 (7 Wo.)DE | — | — | Erstveröffentlichung: 1. März 2005                                                |
| 2005 | Happy Birthday We the People                     | DE4 Gold · (19 Wo.)DE | AT10 (20 Wo.)AT | CH11 (24 Wo.)CH | Erstveröffentlichung: 19. Dezember 2005 Verkäufe: 170.000; feat. Piper & t.A.T.u. |
| 2006 | Trumpets (Never Be the Same Again) We the People | DE26 (9 Wo.)DE | AT54 (5 Wo.)AT | — | Erstveröffentlichung: 14. Juli 2006                                               |
| 2006 | Angel We the People                              | DE69 (6 Wo.)DE | — | — | Erstveröffentlichung: 24. November 2006                                           |
| 2009 | When It Was Good State of Survival               | DE42 (6 Wo.)DE | — | — | Erstveröffentlichung: 29. März 2009                                               |

Weitere Singles
- 2006: No More
- 2008: Champion
- 2011: Act Like a Cop Did it
- 2012: One More Trip
- 2014: Believe

### Beiträge für Soundtracks
- 2006: Spun (She’s the Man – Voll mein Typ!)
- 2008: Someday (The Fighters)
- 2015: Laserbeam (Fack ju Göhte 2)

## Auszeichnungen für Musikverkäufe
| Platin-Schallplatte - Schweden - 2009: für die Single Happy Birthday |

Anmerkung: Auszeichnungen in Ländern aus den Charttabellen bzw. Chartboxen sind in ebendiesen zu finden.
| Land/RegionAuszeichnungen für Musikverkäufe (Land/Region, Auszeichnungen, Verkäufe, Quellen) | Gold  | Platin  | Verkäufe | Quellen              |
| -------------------------------------------------------------------------------------------- | ----- | ------- | -------- | -------------------- |
| Deutschland (BVMI)                                                                           | Gold1 | —       | 150.000  | musikindustrie.de    |
| Schweden (IFPI)                                                                              | —     | Platin1 | 20.000   | sverigetopplistan.se |
| Insgesamt                                                                                    | Gold1 | Platin1 |          |                      |